# George Șerban
Gheorghe Șerban (n. 25 iunie 1954, Buzău, România – n. 31 decembrie 1998) a fost un ziarist, scriitor și om politic român. A fost ales deputat în legislatura 1996-2000, în județul Timiș, pe listele PNȚCD  iar după deces a fost înlocuit de deputatul Vasile Dănilă. Gheorghe Șerban a fost membru în grupul parlamentar de prietenie cu India. 
Este cunoscut mai ales datorită faptului că a fost unul din principalii alcătuitori ai Proclamației de la Timișoara din martie 1990.

## După 17 decembrie 1989

### Revoluția română
A participat la revoluția română din 1989 de la Timișoara. După propriile-i spuse, a încercat în 21 decembrie 1989 să urce în balconul Operei timișorene, unde se constituise comitetul revoluționar din Timișoara, pentru a ajuta la întocmirea unui program al revoluției, dar i s-a interzis accesul de către cei care făceau parte din garda revoluționară.

### Jurnalist, politician
După revoluție, a devenit redactor la ziarul Timișoara, care pe vremea aceea era foarte răspîndit. S-a situat pe poziții critice față de Frontul Salvării Naționale, iar Societatea Timișoara, din conducerea căreia făcea parte, a organizat în 1990 mai multe mitinguri populare împotriva politicii FSN. La aceste mitinguri Gheorghe Șerban era unul din vorbitorii obișnuiți.
În 16 decembrie 1994 s-a înscris în PNȚCD.